# Sainte Lucie (Zurbarán)
Sainte Lucie est une peinture de Francisco de Zurbarán réalisée entre 1635 et 1640, conservée au musée des Beaux-Arts de Chartres.

## Historique
L'œuvre est destinée au couvent San José de la Merced Descalza à Séville. Elle provient de la collection du maréchal Soult.
Elle est achetée par le musée à la vente Marcille de 1876.

## Description
Philippe Bellier de la Chavignerie décrit la sainte ainsi : « Elle est représentée debout, tenant un plat dans lequel sont ses yeux, et la palme du martyre. Sur le fond est écrit : Sancta Lucia ». 
Ce tableau fait pendant à un autre tableau de Zurbarán, Sancta Polonia ou Sainte Apolline, au musée du Louvre. 
Par ailleurs, deux autres représentations de sainte Lucie par Zurbarán sont conservées aux États-Unis par la National Gallery of Art de Washington et la Hispanic Society of America de New York.

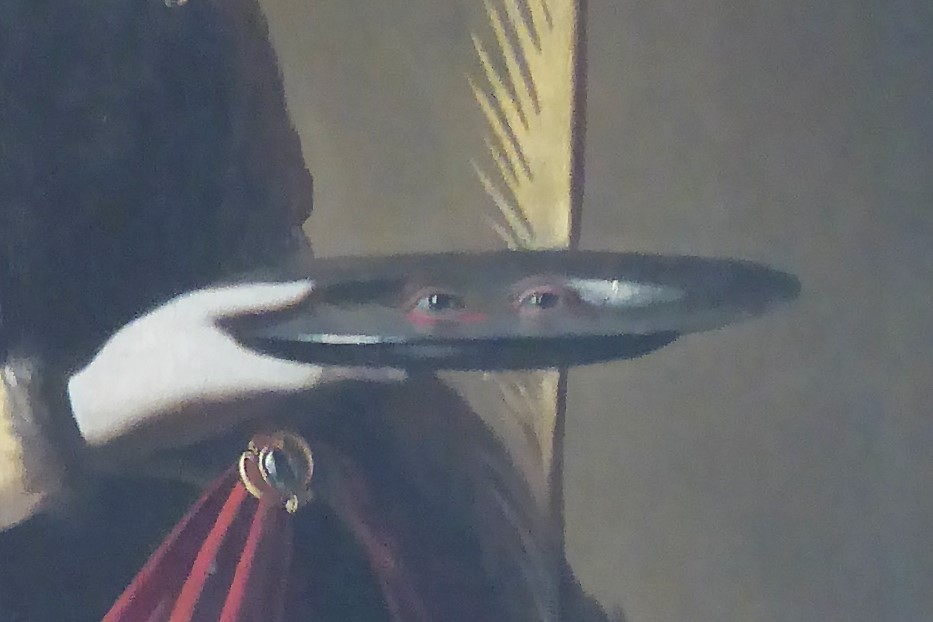
Les yeux noirs de sainte Lucie sur le plateau, musée des Beaux-Arts de Chartres.
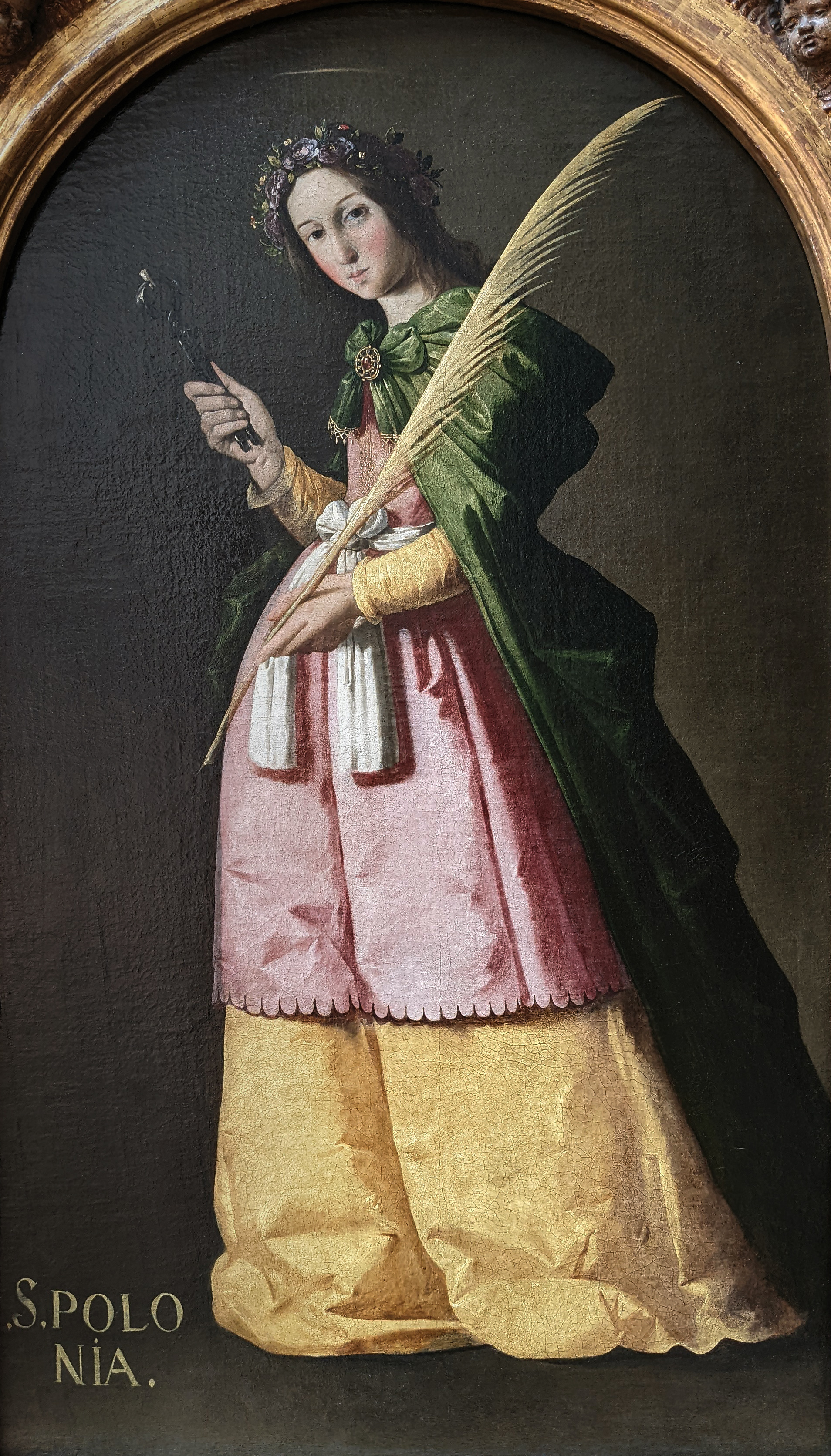
Sainte Apolline, pendant de Sainte Lucie, musée du Louvre, Paris.
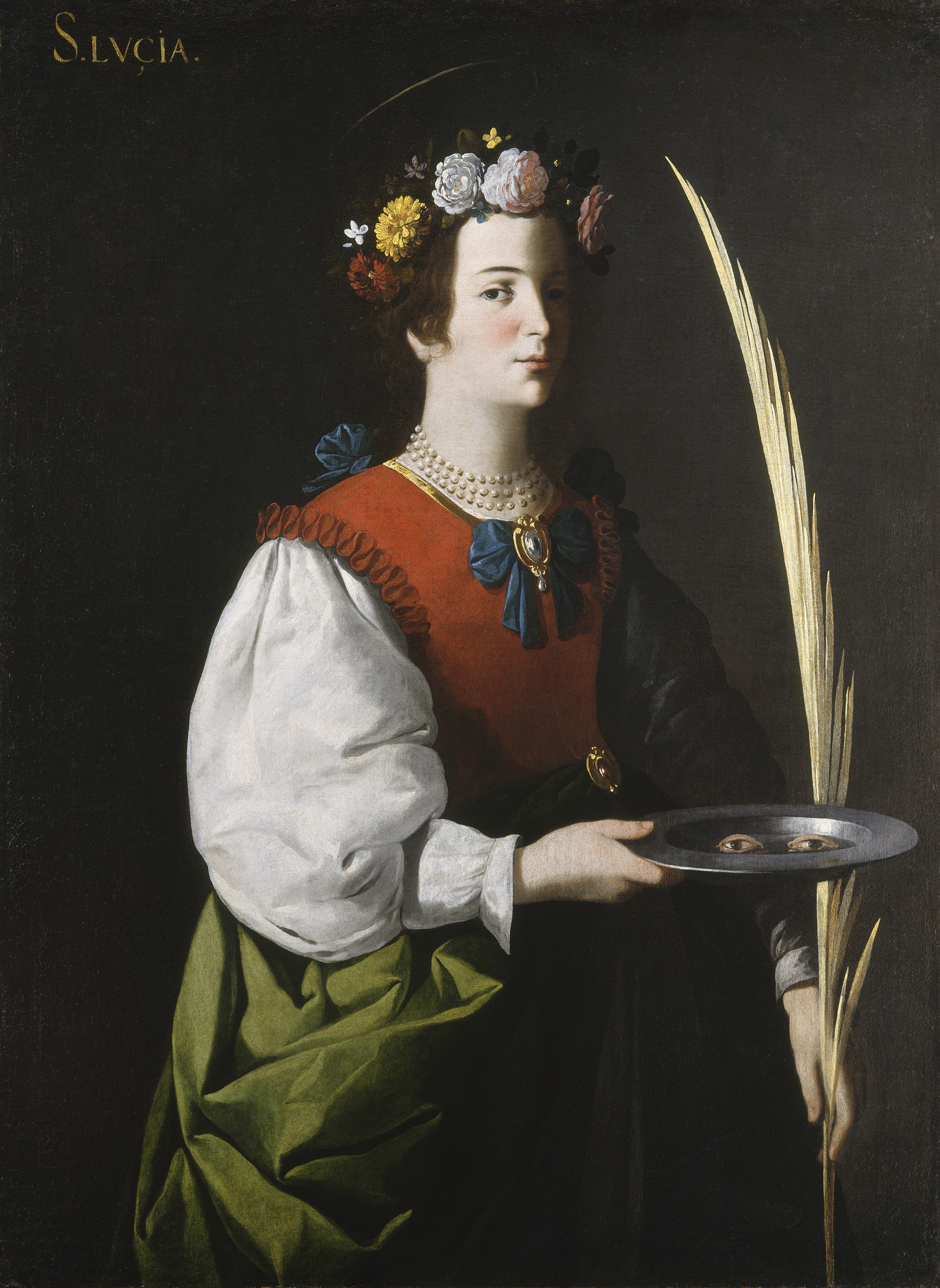
Sainte Lucie par Zurbarán, National Gallery of Art, Washington.
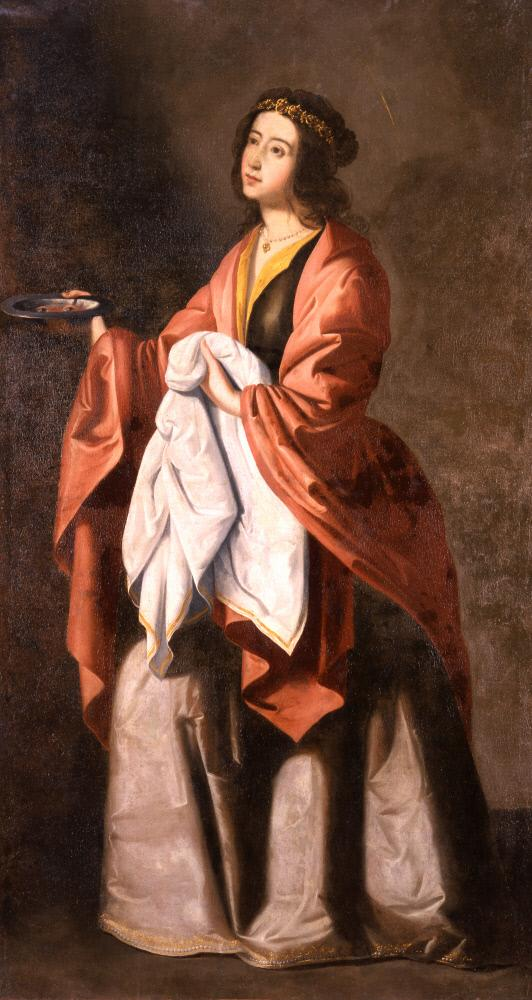
Sainte Lucie par Zurbarán, Hispanic Society of America, New York.